# 赵健民云南特务案
赵健民云南特务案，又称赵健民特务案、赵健民冤案，是中华人民共和国文化大革命期间发生在云南省的一场重大冤案。该案件导致138万7千余人受到牵连，而1968-1969年间案件中发生的大屠杀导致了1万7千余人死亡，另有6万1千多人致残；仅昆明市就打死了1473人、打残9661人。案发时云南省的总人口为2300万人，受迫害的人数占全省总人口约百分之六。
1968年1月，时任中共云南省委书记处书记赵健民被康生等人打成“国民党特务”和“叛徒”，也被称为是刘少奇在地方的“代理人”之一，导致被非法关押达8年之久。与此同时，云南省内大规模抓捕“赵健民叛徒执行国民党云南特务组计划”的成员，期间共制造了1万5千余起冤案、假案，导致上百万人受牵连和迫害。文革结束后，赵健民等人在拨乱反正期间获得平反。

## 案件历史

### 历史背景

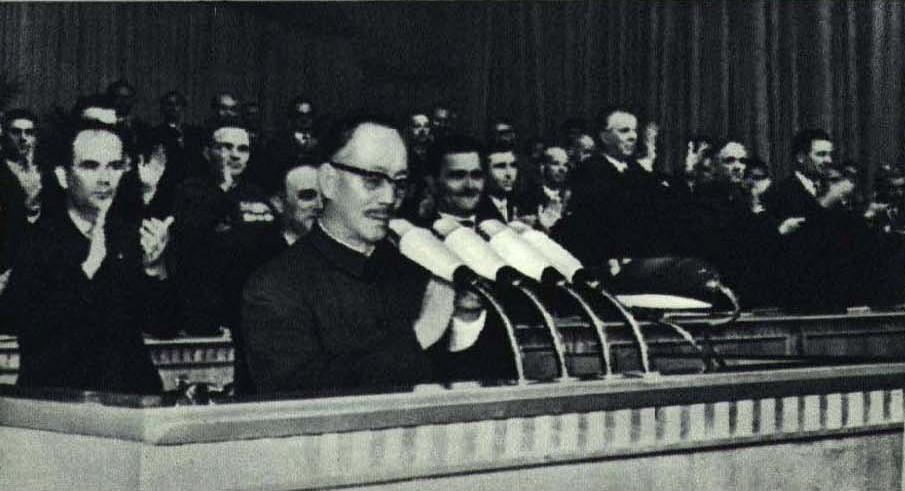
文革初期，1966年11月康生出席阿尔巴尼亚劳动党第五次代表大会。

1966年5月，毛泽东在中国大陆发动并领导了文化大革命。1967年1月6日，云南省以黄兆其为首的造反派将时任中共云南省委书记处书记赵健民架到汽车上，戴上高帽子，在昆明市游街三个多小时，造成颈椎骨折。1月8日，时任中共云南省委第一书记、昆明军区第一政委阎红彦服药自杀身亡。与此同时，自1967年1月上海的“一月风暴”起，各地造反派向党政机构发起了夺权运动，但随后各群众组织之间亦产生了诸多矛盾，分裂为互相对立的团体。云南昆明地区形成了“炮派”和“八派”两大群众组织，双方此后多次爆发大规模武斗。
1967年2月20日，中央电召云南省委书记处书记周兴、赵健民、郭超、薛韬及省委常委刘林元等人前往北京，讨论云南形势，云南两大派群众组织推选的代表也应召同时赴京。3月1日，赵健民向中共中央政治局常委康生当面提出了对文化大革命的意见，提议以发扬民主的方式解决文革问题，譬如召开类似1962年的“七千人大会”或召开“中共九大”。赵健民还提议以党代会的小民主，取代群众运动的“大民主”。康生当时对此没有明确表态，但事后密告毛泽东，说赵健民反对党中央、反对毛主席、反对文化大革命，同时向云南当地的造反派、部分军队以及地方干部透露赵健民反对毛主席、反对文革，并指控赵健民与刘少奇有联系。

### 案件经过
1967年6月18日、19日，以黄兆其为首的“八派”连续召开万人声讨大会，喊出了“打倒赵健民”的口号。同月，云南省军管会在康生的授意下，秘密派人外出调查所谓“赵健民的历史问题”。8月，经毛泽东和中共中央批准，中央和各地地方报刊上公开点名批判了省部级领导干部中的55名“走资派”，其中各省市自治区的领导干部有37人，包括赵健民。

1968年1月中旬，云南文革运动混乱，两派武斗不断、生产停滞，赵健民及昆明军区等军内外的几位负责人一同飞往北京，向中央汇报省里的工作情况。据官方资料记载，1月21日，中央在京西宾馆召开了解决云南问题的会议，会议由康生主持，期间赵健民被康生、谢富治等人打成“国民党特务”和“叛徒”。会议期间，康生将“滇西挺进纵队”与赵健民挂钩，并对赵健民说：“我凭40多年的革命经验，有这个敏感，你对毛主席、 对党中央、对我们有刻骨的阶级仇恨。” 康生还认为，一年前赵健民提议开党代会，是要让刘少奇以及“彭、罗、陆、杨”用合法手段夺得中央领导机关的权。与此同时，时任中国公安部部长谢富治指控赵健民遥控“炮派”进行武斗。会后，赵健民即被谢富治拘留、逮捕，此后被非法关押达8年之久。

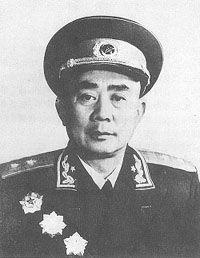
谭甫仁

1968年5月25日，中共中央、中央文革小组发出通知，“清理阶级队伍”在全国范围内展开，清查黑五类分子、走资派、叛徒、特务、反革命分子等。同年8月，毛泽东、中共中央调派解放军将领谭甫仁前往云南主持工作，担任新成立的云南省革命委员会主任兼昆明军区政委，集党政军权于一身。此后，谭甫仁、周兴等省革委会主要负责人着手推进云南地区的“清理阶级队伍”运动，强调要反右倾、“加强敌情观念”。
1969年1月，云南省革委会召开了第七次全委扩大会议，讨论划清云南两条路线的大是大非，提出“划线站队”，讨论追查“赵健民执行国民党云南特务组计划”等问题。会后，云南全省在各级革委会和中共核心小组领导下，全面开展了“以人划线，层层站队”的运动，除了“赵健民叛徒执行国民党云南特务组计划”外，还制造了“滇西挺进纵队”、“滇东北游击军”、“滇南农民革命军”等一系列假案，并采用逼供追查、滥施酷刑，使云南广大干部群众遭到残酷迫害。最终，围绕着“赵健民特务案”，共制造了1万5千余起冤案、假案，该案件导致138万7千余人受到牵连，当时云南省的总人口为2300万人，受迫害的人数占全省总人口约百分之六。

## 死亡人数
依据云南省昆明市人民检察院1982年关于“黄兆其反革命案”的起诉书等官方文献记载，“赵健民特务案”中总共打死、逼死1万7千余人，另有6万1千多人致残。官方公布的具体数字为：云南全省遭受审查的达1,387,367人，其中立案审查175,974人，被迫害致死17,269人。1968-1969年的大屠杀中，仅在昆明市就有1473人被打死，9661人被打残，期间昆明市街头贴满了“枪毙”的布告。
依据1975年的统计数字，在云南的“划线站队”运动中，总共有30万人受到各种刑讯逼供、审查监禁，其中3万7千余人死亡。

## 案件后续
1970年10月17日，谭甫仁及夫人王里岩被枪手暗杀身亡，凶手为昆明军区前保卫部副科长王自正。据官方文献叙述，谭甫仁在云南主持“划线清队”，而王自正属于被隔离审查的清查对象，导致后者产生杀人报复的念头。
赵健民于1968年初被隔离审查后，最初被关押于北京卫戍区的一所院子里，此后被转移至文革期间用于临时关押“犯人”的交通部干部学校。1969年12月起，先后被关押于北京市秦城监狱、云南省第三监狱、云南省第二监狱。在1975年短暂的文革全面整顿期间，9月3日，赵健民在邓小平的关怀下被释放出狱:76。
拨乱反正期间，1978年4月，赵健民出任中国第三机械工业部（航空工业部的前身）党组副书记、副部长、顾问组组长。1978年8月4日，中共云南省委发出第111号文件，通知全省县以上机关干部，为赵健民平反；9月8日，中共云南省委、中共昆明军区党委联合发出9号文件和123文件，前者为《关于为“滇西挺进纵队”政治假案平反的通知》，后者为《关于为“赵健民国民党云南特务组计划”政治假案平反的通知》，并于当天召开了20万人参加的平反大会。

## 延伸阅读
- 《康生与“赵健民冤案”》，人民出版社，1999年出版，2006年12月再版。
- 《傲骨凛然的赵健民》（存档），山东省泰安市档案馆。